# Ägyptische Sandboa
Die Ägyptische Sandboa (Eryx colubrinus, Syn.: Gongylophis colubrinus), auch Ostafrikanische Sandboa oder Sandboa, ist eine ungiftige Schlange aus der Unterfamilie der Sandboas (Erycinae) innerhalb der Boas (Boidae).

## Merkmale
Sie wird durchschnittlich 50 bis 70, maximal 80 Zentimeter lang. Der Körper ist gedrungen mit einem kurzen Schwanz und einem abgestumpften Kopf, der nicht vom Körper abgesetzt ist. Die Augen sind sehr klein und sitzen auf der Kopfoberseite, die Pupille ist schlitzförmig. Die Tiere besitzen 12 bis 14 Oberlippenschilder (Supralabialia) und zwischen diesen und den Augen zwei bis drei Reihen kleine Unteraugenschilder (Subocularia), die Schuppen der Kopfunterseite sind ebenfalls klein und glatt.
Der gesamte Körper ist mit kleinen Schuppen besetzt, die vor allem im vorderen Körperbereich glatt oder wenig gekielt sind, die Kielung wird zum Schwanzende hin stärker. Um die Körpermitte hat diese Art 47 bis 53 Schuppenreihen, seltener 55. Die Bauchschuppen sind sehr schmal. Die Tiere sind teilweise sehr farbenfroh gemustert. In der Regel weisen sie schwarze Flecken, die sich zu Zickzackbändern auf dem Rücken verbinden können, auf einem gelblich-grauen bis stark orangefarbenen Untergrund auf. Der Bauch ist gelblich-grau bis grau.

## Verbreitungsgebiet und Lebensraum

Verbreitung der Ägyptischen Sandboa in Afrika

Die Ägyptische Sandboa ist in Nordostafrika sowie auf der arabischen Halbinsel in den trockenen Halbwüsten- und Steppengebieten verbreitet. Das Hauptverbreitungsgebiet zieht sich von Ägypten über Äthiopien und den Sudan bis nach Somalia und das nördliche Kenia.

## Lebensweise

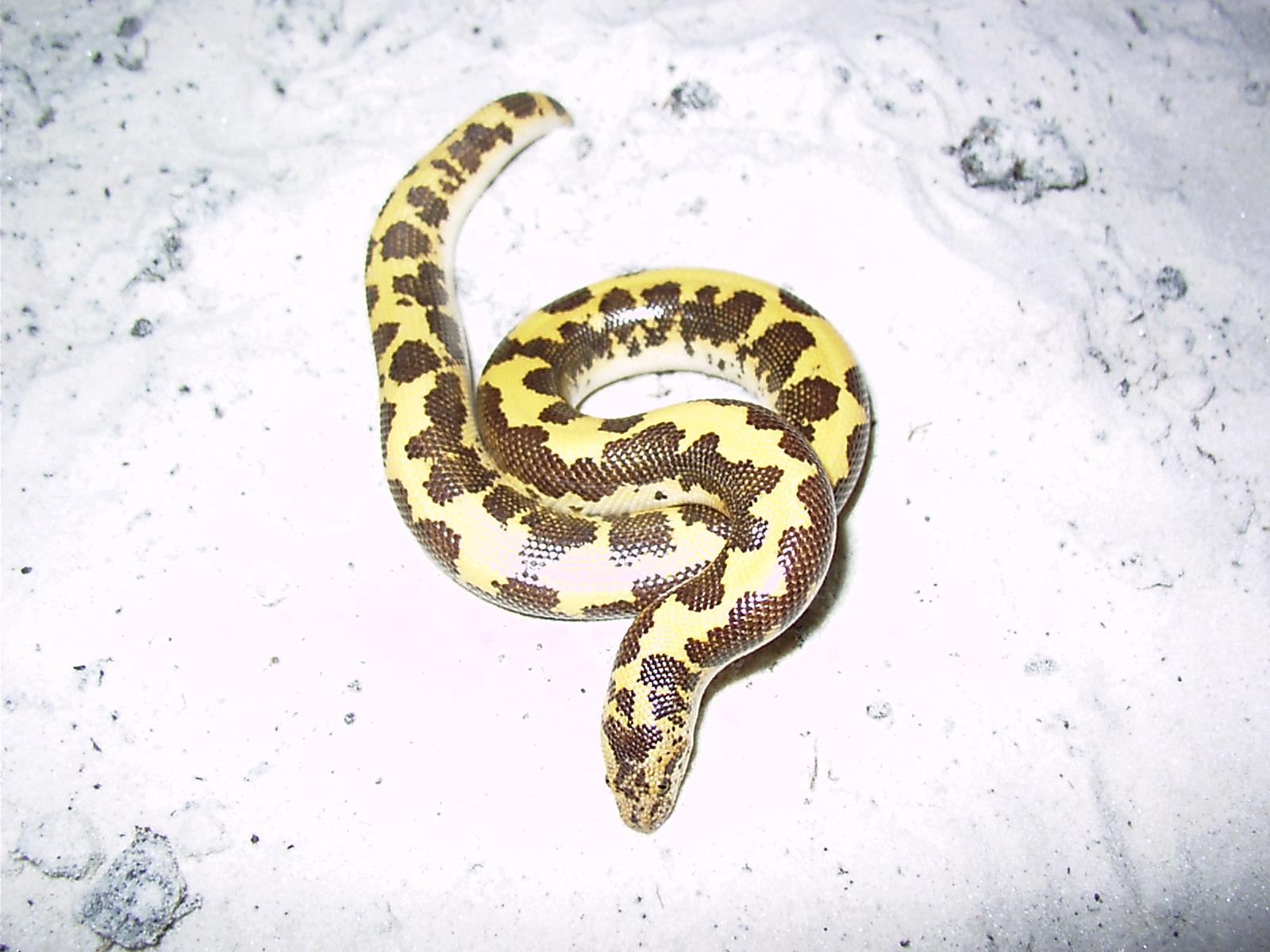
Etwa 18 Monate altes Weibchen

Die Ägyptische Sandboa ist ein typischer Bodenbewohner. Sie wühlt sich in die oberen Sandschichten und in lockeres Erdreich ein und versteckt sich zudem tagsüber unter Steinen oder anderen verfügbaren Verstecken wie dem Wurzelwerk der Vegetation. Sie ist dämmerungs- und nachtaktiv und jagt nach kleinen Säugern und Reptilien, die sie mit den Kiefern packt und durch Umschlingen mit ihrem Körper tötet.
Die Paarungszeit der Schlange liegt in den Sommermonaten. Im Herbst kommen die Jungschlangen lebend zur Welt (Ovoviviparie), dabei besteht ein Wurf aus bis zu 15 Jungtieren. Etwa acht bis zehn Tage nach der Geburt häuten sich diese erstmals.

## Systematik
Die Ägyptische Sandboa gehört zu den Echten Sandboas der Gattung Eryx. Zusammen mit Eryx conicus, Eryx muelleri, Eryx somalicus und Eryx whitakeri wird sie von manchen Autoren in eine eigene Gattung Gongylophis eingeordnet. Diese Gattung wird allerdings nicht allgemein akzeptiert.
Die Ägyptische Sandboa wird in zwei Unterarten unterteilt:
- Eryx colubrinus colubrinus
- Eryx colubrinus loveridgei (Kenia-Sandboa)